# Calixt I
Calixt I va ser el setzè papa de Roma (entre 217 i 222) sota els regnats dels emperadors Heliogàbal i Alexandre Sever. Va morir martiritzat.

## Biografia
Les principals fonts de la seva vida són els escrits de l'antipapa Hipòlit de Roma, rival i enemic seu, i de Tertul·lià, també enemic de Calixt, per la qual cosa no són gaire fiables. Segons ells, Calixt havia estat esclau i, abans d'esdevenir bisbe de Roma, va menar una vida molt agitada. El Papa Zeferí I l'havia nomenat administrador del cementiri de la comunitat cristiana de Roma a la Via Àpia, que era el primer cementiri de l'Església a la ciutat, ja que fins llavors els cristians s'havien sepultat a catacumbes privades. Aquest cementiri fou conegut més tard com a catacumba de Sant Calixt.

### Pontificat

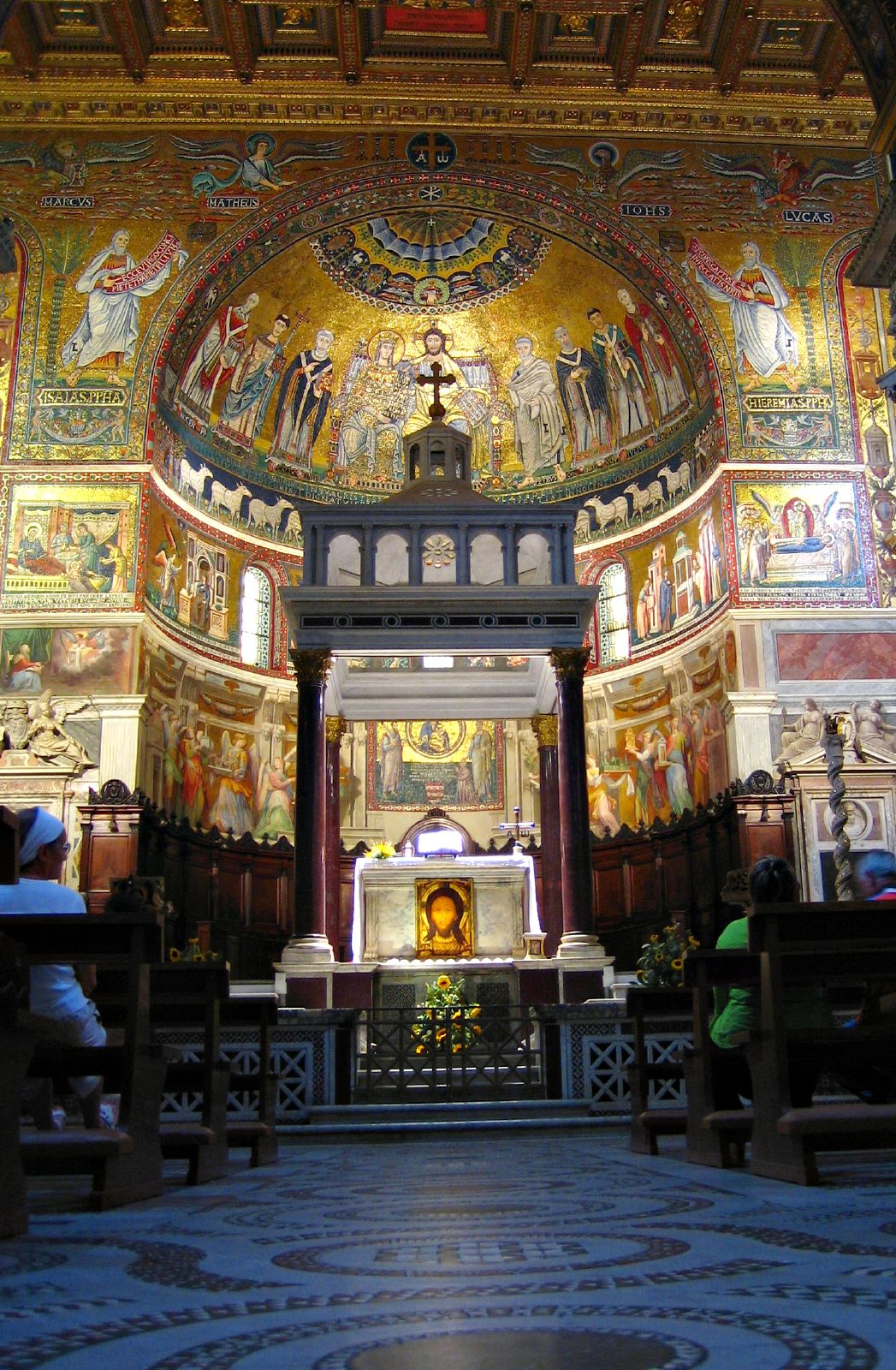
Altar major de S. Maria in Trastevere, sota el qual hi ha les restes del sant

Sobre les dates del seu pontificat, generalment s'accepta que la data d'inici es marqui l'any 217. Tanmateix, Sext Juli Africà, contemporani a l'elecció, esmenta que va ser escollit el primer –o potser segon– any del regnat d'Elagàbal, això és el 218 o 219. Pel que fa a la seva duració, tant Eusebi de Cesàrea com el Catàleg Liberià coincideixen en donar-li un pontificat de cinc anys.
L'elecció de Calixt com a bisbe de Roma va provocar el cisma d'Hipòlit de Roma, contrari a Calixt, a qui acusava d'origen baix i de tenir idees errònies sobre el perdó dels pecats i la Santíssima Trinitat. Hipòlit li retragué que defensés que un bisbe no podia ser destituït ni encara que hagués comès un pecat molt greu, de permetre continuar exercint el seu ministeri clergues casats després de la seva consagració i permetre el casament de dones nobles amb esclaus. L'edicte de Calixt, que garantia la comunió i el perdó, si el pecador havia fet la penitència pública imposada, a qualsevol, encara que hagués comès assassinat, adulteri o fornicació, va causar polèmica i va ser contestat per Hipòlit i Tertul·lià.
Se li ha atribuït l'origen de la basílica de Santa Maria in Trastavere, segons la Historiae Augustae, Calixt havia fet construir un oratori on actualment hi ha l'església. Aquest primer recinte va ser reclamat pels taverners, però l'emperador va decidir mantenir el culte, considerant que era millor que una taverna. Tanmateix, d'acord amb el Catàleg Liberià, la basílica va ser construïda pel papa Juli I al costat de l'església de Sant Calixt, i certament aquest temple és proper a Santa Maria, relacionat amb una llegenda sobre la mort del bisbe, pel que probable va ser aquesta església i no la basílica on hi havia originalment aquest oratori.

### Martiri i veneració
El seu martiri podria haver estat cap al 222, potser durant una revolta popular. Va ser enterrat al cementiri de Calepodi, a la Via Aurèlia. Les relíquies van ser traslladades a Santa Maria in Trastevere el 790, per Adrià I; Gregori IV (827-843) va retrobar el seu cos i el de Corneli I i els va fer dur sota l'altar major de la basílica.
Les actes del seu martiri són falses, però el bisbe romà més matiner que es troba l'obra Depositio Martirum del segle iv, un fet que esdevé una bona evidència que ell realment sí va morir com a màrtir, encara que el seu pontificat el va viure en pau sota el regnat de l'emperador Alexandre Sever, la mare del qual era cristiana. D'altra banda, una llegenda sense cap mena de fonament històric diu que el seu cos va ser llançat a un pou pròxim a l'església de Sant Calixt de Roma.